# Polonesa, Op. 53 (Chopin)

Inicio de la Polonesa Op. 53

La Polonesa Op. 53 en la bemol mayor, también conocida como Polonesa heroica (en francés: Polonaise héroïque), fue escrita por Frédéric Chopin en 1842 para piano solo. La pieza está dedicada a Auguste Léo.
La palabra «polonesa» significa polaco. En otras palabras, la Polonesa Heroica representa la grandeza de Polonia. Chopin compuso esta pieza en 1842 a la edad de 32, siete años antes de su muerte. Durante este período, la tuberculosis de Chopin recrudeció y a veces con fuertes toses que le obligaban a estar en la cama durante semanas. Bajo estas dificultades fue que esta composición nació alabando la patria donde nació.
Esta obra maestra es una de las composiciones más conocidas de Chopin y es aún hoy en día una de las piezas favoritas del repertorio para piano. Es una pieza muy exigente que requiere habilidades excepcionales y virtuosismo al piano para ser tocada con un nivel de calidad adecuado.
Aunque la pieza está denominada como polonesa, en realidad tiene muy poco que ver con el estilo típico de las polonesas. Presenta dos secciones con un ritmo que sí es característico de las polonesas, pero la mayoría de la obra no tienes características de ese tipo de composición musical.
Otra posibilidad es que la Polonesa heroica esté muy relacionada con la Polonesa Militar Op. 40 en la mayor. La introducción de la Polonesa heroica está claramente influenciada por la Polonesa militar, que representa mucho más este estilo.

## Dificultades técnicas
La Polonesa heroica contiene muchos aspectos técnicos para piano, como por ejemplo:
- Escalas dobles.
- Trinos
- Rápidas y fuertes octavas
- Rápidos arpegios
- Amplios acordes que exigen abrir mucho las manos
- Uso de una gran amplitud en el teclado (un espacio de 82 de las 88 teclas de un piano)
- Cuartas cromáticas.

## Música

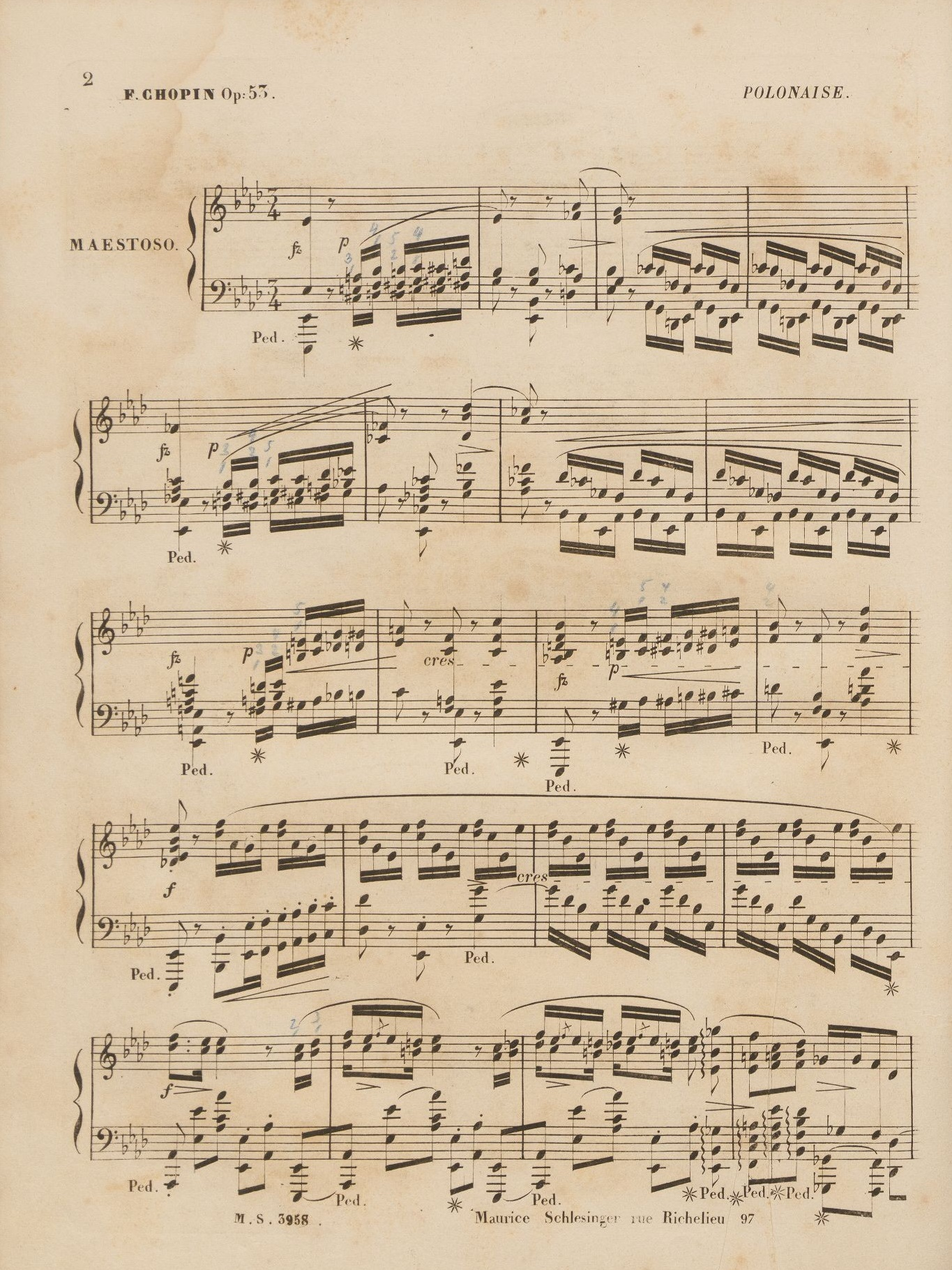
Op. 53, 1843

El tempo de la pieza es Alla polacca e maestoso, es decir, como una polonesa y majestuoso. Presenta una forma ternaria A-B-A con una introducción de unos treinta segundos.
En la imponente introducción tiene una rápida ascensión cromática en las dos manos y presenta el aire y el tono de la pieza, muestra el lado heroico de la música de Chopin. La primera de las partes es un tema escrito en La bemol mayor con una forma de danza. Es la parte más conocida de la Polonesa heroica. En esta parte, la mano izquierda se mueve en octavas fortes. El tema principal se repite una escala más aguda con trinos adicionales que completan y rellenan los posibles huecos.
Después hay un breve interludio con progresiones de acordes que llevan a la típica melodía de las polonesas, siendo la mano izquierda, en el acompañamiento, la que se ocupa del ritmo de la polonesa. Entonces se repite una vez más el tema principal de la primera parte de la Heroica antes de pasar a la segunda parte.
La parte B se abre con seis fuertes acordes arpegiados antes de cambiar a un piano grave ostinato de octavas descendentes, primero en la tonalidad de mi mayor y después en la tonalidad de re sostenido mayor. las octavas descendentes son seguidas por una melodía que tiene un aire de marcha militar, algo que ocurre dos veces. La sección B termina con un largo interludio con progresiones de acordes armónicos y constantes modulaciones. La mano derecha hace semicorcheas y hay un ligero acompañamiento de corcheas. Esta parte termina con una frase descendente antes de volver a la parte A de la pieza. Se vuelve a tocar el tema principal con mayor fuerza y dramatismo y se termina con una coda que incluye variaciones del tema principal.

## En la cultura popular
- Cerca del final de la película de Andrzej Wajda Cenizas y diamantes (Popiół i diament), de 1958, los polacos celebran el fin de la Segunda Guerra Mundial danzando graciosamente la polonesa.
- El tema principal de la polonesa es la base de la melodía de una canción de 1945, «Till the End of Time», escrita por Buddy Kaye y Ted Mossman. La grabación más conocida de la canción es la de Perry Como.
- Esta polonesa es tocada por un personaje en la película Lost in the Desert, de Jamie Uys, director de Los dioses deben estar locos. Desde que aparece se convierte en un tema importante en la banda sonora de la película.
- La Polonesa heroica también aparece al principio de la película Shine, de 1996, dirigida por Scott Hicks y que trata sobre la vida del pianista David Helfgott.
- En el juego de 2007 Eternal Sonata también aparece esta polonesa.
- Esta polonesa es utilizada en un breve momento instrumental de la canción «Hyacinth House» del álbum L.A. Woman (1971), del grupo The Doors.
- Ernst Lubitsch  usó Polonesa heroica para abrir su película To be or not to be estrenada en 1942.
- Monty Python usó la Polonesa heroica como acompañamiento para su canción sobre Oliver Cromwell.
- El productor de telenovelas Ernesto Alonso usó Polonesa heroica en su exitosa telenovela La otra estrenada en 2002.